# Gisele Bündchen
Pour les articles homonymes, voir Gisele et Bündchen.
Gisele Bündchen, née le 20 juillet 1980 à Horizontina, est une mannequin brésilienne.

## Biographie

### Naissance et famille
Gisele Caroline Nonnenmacher Bündchen,,, née le 20 juillet 1980 à Horizontina, est la fille de Valdir Bündchen, professeur d'université, et de Vânia Nonnenmacher, employée de banque, tous deux descendants d'immigrés allemands.
Gisele Bündchen a cinq sœurs : Raquel, Graziela, Gabriela, Rafaela et une sœur jumelle Patrícia.

### Jeunesse
À l'origine, elle rêvait de devenir joueuse de volley-ball professionnelle et d'intégrer l'équipe nationale, la Sogipa.
À l'école, elle est si mince que ses camarades la surnomment Olívia Palito (en portugais, compagne de Popeye), Somaliana (Somalienne) ou encore Saracura (l'oiseau grue).
Elle parle anglais, portugais et espagnol. Elle déclare avoir appris l'allemand à l'école, mais l'avoir oublié par manque de pratique.

### Vie privée
Entre 2000 et 2005, Gisele Bündchen est en couple avec l'acteur Leonardo DiCaprio.
En décembre 2006, elle rencontre Tom Brady et entame une relation avec le joueur de football américain évoluant au poste de quarterback pour les Patriots de la Nouvelle-Angleterre. Le couple vit alors entre Los Angeles et Boston. Ils se marient le 26 février 2009 à Santa Monica (Californie). 
Gisele donne naissance le 8 décembre 2009 à un garçon prénommé Benjamin, puis le 5 décembre 2012 à une fille prénommée Vivian. En octobre 2022, le couple entame une procédure de divorce.
Depuis 2023, elle fréquente Joaquim Valente, son instructeur de jiu-jitsu. Ensemble, ils ont un enfant né en février 2025.

### Engagement
Gisele Bündchen apporte son soutien en défendant plusieurs causes humanitaires, notamment I am African (Je suis africain), dans laquelle elle proteste contre le manque d'attention envers les victimes du sida en Afrique[source secondaire souhaitée]. En 2006, elle pose bénévolement pour American Express Red Card[source secondaire souhaitée], une initiative partagée avec Bono (du groupe U2) et Bobby Schriver, afin d'envoyer un pourcentage des gains obtenus via les transactions financières de cette carte de crédit aux victimes du sida en Afrique.
Après l'élection présidentielle américaine de 2016, en 2017, Tom Brady et Bündchen, qui entretenaient des relations cordiales avec Donald Trump décident de s'en éloigner.

### Débuts dans le mannequinat
En 1993, sur l'insistance de sa mère, Gisele Bündchen, âgée de treize ans, suit des cours de mannequinat avec ses sœurs Patrícia et Gabriela. L'année suivante, alors qu'elle est à São Paulo pour une excursion scolaire, elle est repérée par une agence de mannequins. Elle est immédiatement sélectionnée pour le concours national « Elite Model Look 1993 », et remporte la deuxième place. Elle participe ensuite au concours international «Elite Model Look World final » en 1994, et se place dans les quinze finalistes.
En 1996, elle s'installe à New York, afin de poursuivre une carrière de mannequin.

### Mannequinat
Alors qu'elle vit à São Paulo, l'agent de Gisele Bündchen tente de lui trouver des contrats. Sa beauté ne fait pas toujours l’unanimité. Mâchoire trop carrée, nez trop grand, les défauts de la belle trouveront pourtant preneur en la personne d'Alexander McQueen. Il tombe sous le charme et l'engage pour un de ses défilés durant la saison Printemps/Été 1997. Remarquée, sa carrière décolle. Les photographes de renom comme Mario Testino ou bien Steven Meisel apprécient sa photogénie. Elle parcourt le monde entier et pose pour de nombreux magazines de mode comme Vogue, Numéro, Marie Claire, Cosmopolitan, i-D, W ou Harper's Bazaar.
En 1999, elle remporte le VH1/Vogue Model. Elle apparait en couverture pour le Millenium Special, dernier numéro du siècle de Vogue, au milieu de trois générations de mannequins.
En janvier 2000, elle pose pour trois couvertures consécutives de Vogue. La même année, elle devient le quatrième mannequin à apparaître en couverture du magazine américain Rolling Stone, qui la cite en tant que « plus belle fille du monde ». Claudia Schiffer déclare : « Les Top Model, comme nous l'étions avant, n'existent plus », mais reconnaît toutefois que Gisele Bündchen est l'une des rares à pouvoir porter le titre de supermodel.
Elle devient ensuite un des Anges de la marque de lingerie américaine Victoria's Secret.
En 2001, elle est le visage du parfum Oxygène de Lanvin, campagne publicitaire réalisée par Steven Meisel et filmée par Bruno Aveillan.
Durant la semaine de la mode de Rio en 2006, elle signe un contrat de plusieurs millions de dollars avec le géant américain Apple pour la publicité Get a Mac. La même année, elle devient l'égérie publicitaire du luxueux horloger suisse Ebel, aux côtés du joueur de football Thierry Henry.
Depuis 2002, elle collabore avec la marque Ipanema, concurrente de la marque Havaianas. Elle crée ainsi une ligne de sandales fabriquées en PVC recyclé, appelée « Ipanema Gisele Bündchen ». Ces tongs brésiliennes sont vendues dans le monde entier. Elle est aussi propriétaire de l'hôtel the Palladium Executive, dans le sud du Brésil.
En 2007, Gisele Bündchen met fin à son contrat de sept ans avec la marque Victoria's Secret. La même année, le magazine Forbes la classe 53e dans sa liste des célébrités les plus puissantes.
En août 2008, le magazine New York Daily News, la classe en tant que quatrième personne ayant le plus de pouvoir dans le monde de la mode. En mai 2009, le magazine The Independent la cite comme étant la plus grande star dans l'histoire de la mode.
En 2009, elle apparaît simultanément en couverture de vingt éditions internationales du magazine Elle. Ils soutiennent l'association The Global Fund dans le but de financer les programmes contre le sida en Afrique, avec l'attention particulière de la santé des femmes et des enfants. En septembre 2009, elle est désignée comme ambassadrice de bonne volonté auprès des Nations unies pour l'environnement de la planète,.
Depuis ses débuts, Gisele a été le visage de nombreuses campagnes de publicité : Dior, Balenciaga, Isabel Marant, Dolce & Gabbana, Missoni, Versace, Givenchy, Bvlgari, Lanvin, Guerlain, Valentino, Ralph Lauren, H&M, Zara, Chloé, Michael Kors, Lancôme, Louis Vuitton et Victoria's Secret. Elle est également apparue dans des publicités pour les produits Nivea, les parfums The One de D&G et Liberté de Cacharel.
Le magazine Forbes estime son salaire annuel à 33 millions de dollars en 2007, à 35 millions de dollars en 2008, à 25 millions de dollars entre 2009 et 2010, à 45 millions de dollars entre 2010 et 2011, à 35,6 millions d'euros (45 million $) entre mai 2011 et mai 2012 et à 42 millions de dollars en 2013, ce qui lui permet de maintenir son titre de mannequin le mieux payé au monde.
En 2014, elle reprend la chanson Heart of Glass, du groupe Blondie, parue en 1978, accompagnée du DJ Bob Sinclar, pour les besoins d'un spot publicitaire de la marque H&M.
Elle est choisie par la FIFA et la maison Louis Vuitton pour escorter la malle officielle transportant le trophée de la Coupe du monde de football de 2014 le 13 juillet, au Brésil.
Lors de la Cérémonie d'ouverture des Jeux olympiques de 2016, dans le stade de Maracanã, elle incarne La Fille d'Ipanema en défilant sur l'air de la célèbre chanson de Bossa Nova au-dessus de croquis d'Oscar Niemeyer.

### Cinéma
Gisele Bündchen, citée dans le roman Le Diable s'habille en Prada, fait une apparition dans le film du même nom, réalisé par David Frankel en 2006, où elle interprète Serena.
Elle joue également dans le film New York Taxi, réalisé par Tim Story et sorti en 2004, dans le rôle de Vanessa.

## Filmographie
- 2005 : New York Taxi : Vanessa
- 2006 : Le diable s'habille en Prada : Serena

## Discographie

### Singles
| All Day and All of the Night                                                    | 2013 | —  | —  | —  | —  | —  | —  | —  | —  | — | NC |
| Heart of Glass (avec Bob Sinclar)                                               | 2014 | 63 | 66 | 35 | 31 | 73 | 31 | 31 | 27 | 4 | NC |
| "—" denotes releases that did not chart or were not released in that territory. |      |    |    |    |    |    |    |    |    |   |    |

### Clips vidéos
| Titre                        | Année | Directeur    |
| ---------------------------- | ----- | ------------ |
| All Day and All of the Night | 2013  | Amir Chamdin |
| Heart of Glass               | 2014  | NC           |